# Tratatul de la Andrusovo

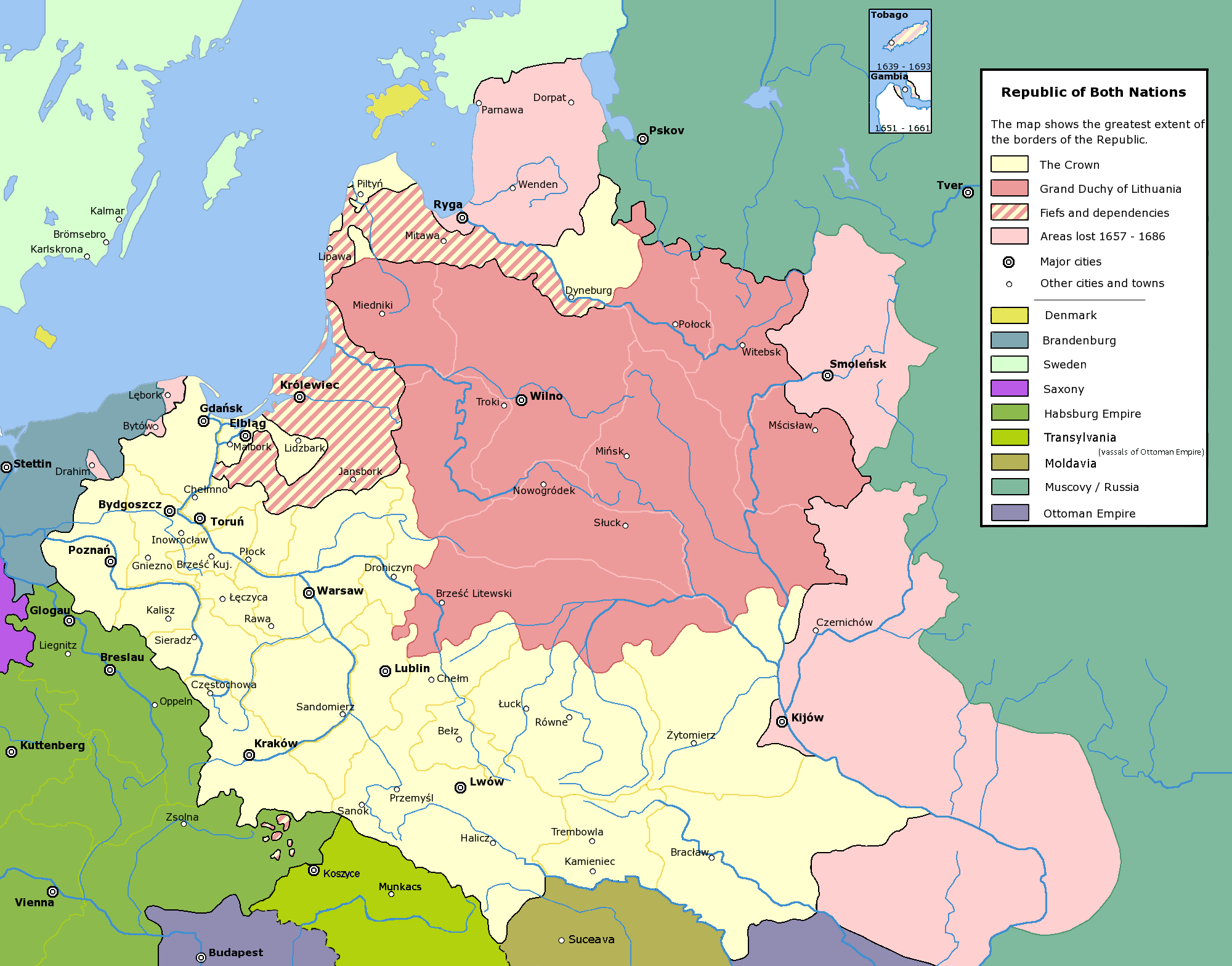
Harta Rzeczpospolitei după semnarea armistiţiului de la Andrusovo. Cu roz sunt evidenţiate teritoriile cedate Rusiei

Armistițiul de la Andrusovo (în limbile poloneză: Rozejm w Andruszowie, rusă: Андрусовское перемирие, ucraineană: Андрусівське перемир'я), cunoscut și ca Tratatul de la Andrusovo a fost un 13-lea armistițiu, valabil pentru o perioadă de șase luni, semnat în 1667 între Țaratul Rusiei și Uniunea statală polono-lituaniană. Cele două puteri se aflau în război din 1654 disputându-și teritoriile a ceea ce sunt astăzi Ucraina și Belarus. 
Armistițiul a fost semnat pe 30 ianuarie de Afanasi Ordin-Nașciokin (Rusia) și Jerzy Chlebowicz (Rzeczpospolita) în satul Andrusovo, în apropiere de Smolensk. Acest acord prevedea că Ucraina apuseană (Pravoberezhna Ukrayina) și Belarusul rămâneau sub controlul Rzeczpospolita, în vreme ce voievodatele Smolensk și Cernigău erau cedate Țaratului Rusiei. În plus, Rzeczpospolita recunoștea controlul Rusiei asupra Ucrainei răsăritene (Livoberezhna Ukrayina). Kievul urma să rămână sub contorlul Moscovei vreme de doi ani, după care trebuia retrocedat Poloniei, dar acest lucru nu s-a întâmplat. Ucraina răsăriteană trebuia retrocedată după o perioadă de 20 de ani, dar Moscova a reușit să evite acest lucru prin semnarea Tratatului de pace eternă cu statul polono-litunaian în 1686. Regiunea Siciului Zaporijian urma să rămână sub contorlul comun al puterilor semnatare. Înțelegerea obliga ambele părți semanatare să depună eforturi comune în lupta împotriva Imperiului Otoman.
În Rusia, tratatul de la Andrusovo este considerat ca un important pas înainte spre unificarea națiunilor slave răsăritene (ucraineni, belaruși și ruși) într-un singur stat, viitorul Imperiu Rus. În Ucraina, tratatul este văzut ca începutul procesulului de desființare a Hetmanatului de către puternicii săi vecini. Din punctul de vedere al Poloniei, tratatul este considerat o mare eroare politică, care a înclinat balanța puterii în regiune prin înlocuirea Poloniei cu Imperiul Rus aflat în plină expansiune.